# Novela biográfica
La novela biográfica es un género de novela que proporciona un relato -ficticio o real- de la vida de una persona contemporánea o histórica. Es un género narrativo, relata hazañas de personas con caballeros
Este tipo de novela se centra en las experiencias que tuvo una persona durante su vida, las personas que conoció y los incidentes que ocurrieron. Al igual que otras formas de ficción biográfica, los detalles a menudo se recortan o se reinventan para satisfacer las necesidades artísticas del género ficticio, la novela. 
Estas biografías reinventadas a veces se llaman novelas semi-biográficas, para distinguir la historicidad relativa de la obra de otras novelas biográficas. Algunas novelas biográficas que tienen un parecido superficial con las novelas históricas o introducen elementos de otros géneros que sustituyen la narración histórica de la narración histórica.
La ficción biográfica a menudo también cae dentro de los géneros de la ficción histórica o la historia alternativa. Algunas novelas se conocen por su ficción, aunque incluyen amplia información biográfica que es menos obvia para los lectores. 
Un muy buen ejemplo de este tipo es "He Vicar of Wakefield" de Goldsmith y se cree que es la biografía de una persona que el autor había conocido y observado muy de cerca. Las novelas biográficas son a menudo base para adaptaciones cinematográficas en el género filmográfico de la película biográfica.

## Ejemplos de novelas biográficas
- Pueden verse algunos ejemplos en la Categoría:Novelas biográficas

- Datos: Q4914883